# Neil Oatley
Neil Oatley (Camberwell, 12 de junio de 1954) es un director de diseño y desarrollo de equipos de Fórmula 1.
Nacido en Gran Bretaña, Oatley se graduó de la Universidad de Loughborough en 1976 con un título en ingeniería automotriz. Trabajó brevemente fuera del automovilismo antes de unirse al equipo Williams en 1977. Allí se convirtió en uno de los muchos ingenieros jóvenes que trabajó junto a Patrick Head en los primeros años del equipo, antes de pasar a otras organizaciones. Oatley trabajó como dibujante técnico antes de convertirse en ingeniero de carrera para Clay Regazzoni y Carlos Reutemann.
En 1984, Oatley fue reclutado por Carl Haas para trabajar en el proyecto Team Haas (USA) Ltd., pero los resultados fueron pobres, y el equipo se retiró de la Fórmula 1 en 1986.
Oatley se unió al equipo de McLaren poco después de abandonar Haas y trabajó junto a John Barnard en la oficina de diseño. Barnard pronto fue reemplazado por Gordon Murray. Cuando Murray se mudó al nuevo proyecto de automóviles de carretera de McLaren, Neil Oatley fue nombrado diseñador jefe, y sus monoplazas aseguraron títulos en 1989, 1990, 1991, 1998 y 1999.
Oatley continuó trabajando como jefe de diseño en McLaren hasta la llegada de Adrian Newey en 1998. Siguió como diseñador hasta 2003, cuando dejó su puesto a Mike Coughlan y se convirtió en director ejecutivo de ingeniería. También trabajó junto a Henri Durand, especializado en aerodinámica.